# Townhill, Skottland
Townhill är en ort i Storbritannien.   Den ligger i kommunen Fife och riksdelen Skottland, i den centrala delen av landet, 500 km norr om huvudstaden London. Townhill ligger 125 meter över havet och antalet invånare är 1 190.
Terrängen runt Townhill är huvudsakligen platt, men norrut är den kuperad. Terrängen runt Townhill sluttar söderut. Runt Townhill är det tätbefolkat, med 442 invånare per kvadratkilometer. Närmaste större samhälle är Dunfermline, 2,1 km sydväst om Townhill. Trakten runt Townhill består i huvudsak av gräsmarker.